# McArthurrivier
McArthurrivier is een rivier in Noordelijk Territorium, Australië.
De 521 km lange rivier mondt uit in de Golf van Carpentaria. In de zomer treedt de rivier regelmatig buiten haar oevers. De laatste 60 kilometer loopt de rivier voornamelijk door moerassig junglegebied. Ludwig Leichhardt bevoer de rivier in 1845 en gaf hem haar naam, naar James en William McArthur.